# Nicola De Maria
Nicola De Maria (Foglianise, 6 décembre 1954) est un artiste et peintre italien.
Il est l'un des cinq premiers artistes italiens de la trans-avant-garde,,, théorisée par Achille Bonito Oliva en 1978, mais, contrairement aux autres membres du groupe, comme Sandro Chia, Francesco Clemente, Enzo Cucchi et Mimmo Paladino, son œuvre est principalement axée sur l'abstraction et une approche de la peinture dans laquelle les limites de la toile sont dépassées pour entrer en relation avec l'espace environnant.
De Maria vit et travaille à Turin.

## Principales expositions
De Maria a exposé à la Biennale de Venise (1980, 1988, 1990), à la documenta 7 à Cassel (1982), à la XVIe Biennale de Sao Paulo (1981) à la quatrième Biennale de Sydney (1982) et la quadriennale de Rome (2005, 2012).
Des rétrospectives de son œuvre ont été tenues au Museum Haus Lange à Krefeld) (1983), à la Kunsthalle de Bâle (1983), au Kunsthaus de Zurich (1985), au Stedeljik van Abbemuseum, à Eindhoven (1985), au Seibu Museum of Modern Art de Tokyo (1988), au musée des beaux-arts de Nîmes (1994), au Kunstverein Ludwigsburg (1994), au Staatliche Kunstsammlung Liechtensteinische, à Vaduz (1998), au musée d'art contemporain de Rome (2004) et au musée Pecci à Prato (2012). Il a également participé à des rétrospectives sur la trans-avant-garde italienne au château de Rivoli en 2003 et au palais royal de Milan en 2012.

## Source de la traduction
- (it) Cet article est partiellement ou en totalité issu de l’article de Wikipédia en italien intitulé « Nicola De Maria » (voir la liste des auteurs).